# Шотендранатх Дотто
Шотендранатх Дотто (*সত্যেন্দ্রনাথ দত্ত, 11 лютого 1882 —25 червня 1922) — бенгальський поет, перекладач, письменник часів Британської Індії.

## Життєпис
Походив з родини торгівців. Народився у с. Чупі, округ Бурдван (Бенгалія). Замолоду отримав класичну освіту як для індуса. Потім успішно закінчив центральну колегіальну школу. Це дозволило Дотто поступити до Інституту Генеральної Ассамблеї у Калькутті. Проте він незміг отримати тут ступеня бакалавра. Проте за час навчання вивчив англійську, французьку, перську мови. Спочатку намагався займатися наукою, потім продовжити торговельну справу батька, проте невдало.
Водночас починає складати вірші, співпрацює із журналом «Бхараті». Останні 20 років життя Шотендранатх Дотто присвятив саме літературній діяльності, а також перекладу іноземних творів.
Помер він раптово у м. Калькута 25 червня 1922 року.

## Творчість
Усього у доробку Дотто 14 збірок віршів. Перша — «Шабіта» («Сонце») — була завершена у 1900 році. До збірки «Криза» («Шондхікхон») 1905 року увійшли патриотичні пісні, присвячені антиколониальному рухові свадеші. Відомим також є збірки: «Святі води» («Тіртхо шоліл», 1908 рік), «Святий пил» («Тіртхо рену», 1910 рік), «Квіти» («Пхулер пхошол», 1911 рік), «Поклик зозулі і павича» («Куху о кека», 1912 рік), «Червоний порошок» («Обхро абір», 1916 рік). Його творчість пройнята гуманізмом, оптимистичним сприйняттям життя. Ш.Дотто широко використовував прийоми і засоби народної поезії.
Відомий як перекладач творів з англійської, французької, перської, японської поезії.
Шотендранатх Дотто є також автором 1 роману «Джамнадухкхі» («Приречений на сум від народження») та 1 збірки есе — «Китайський ладан» (обидва у 1912 році), а також п'єси «Рангамалі».